# 速勒都思
速勒都思（Suldus），是一個13世紀的蒙古部落，屬迭列斤蒙古。《元朝秘史》作速勒都思，《集史》作سولدوس（Sūldūs）。

## 简介
速勒都思氏其起源无明确记载，推测可能是与兀良哈等部族一样，被孛儿只斤氏征服后迁居不儿罕・合勒敦山的原住民。《集史》称“亦勒都儿勤氏族”源自速勒都思氏。作为蒙古部内的弱小氏族，從12世紀末開始，速勒都思的一部分與別速特人和巴阿鄰一起成為泰赤烏部的屬部。乞颜氏首领也速该死后，泰赤乌氏趁机夺走部众，遗孤铁木真陷入困顿。铁木真成年后，泰赤乌氏首领塔里忽台率部袭击其家族，铁木真虽助家人逃脱却被俘。在他试图脱逃并被泰赤乌搜索队围困时，隶属泰赤乌氏的速勒都思部人锁儿罕失剌暗中协助其逃脱。锁儿罕失剌一族此后继续效力泰赤乌氏，但在1190年代初与别速惕人哲别、札剌亦儿部朔魯罕等一同投奔铁木真。
泰赤烏部戰敗後，速勒都思加入成吉思汗的軍隊，一大群速勒都斯人在欽察草原定居，部分定居在現代烏茲別克斯坦的領土上以及阿富汗北部，然後也轉移到亞塞拜然和伊朗。在成吉思汗的軍隊中，一些最權威的指揮官來自速勒都思都斯，因為他們在與金朝和花剌子模的戰爭中提供了巨大的作用。
該部有名人物是鎖兒罕失剌，曾救過年幼時的成吉思汗，他的兒子沉白和赤老溫是成吉思汗的私人怯薜衛隊的指揮官。尤其赤老温因屡立战功，跻身“四骏”。此后，赤老温家族在元朝与伊利汗国均以名门望族延续繁荣。赤老溫的後代建立了丘拜尼王朝，曾在伊兒汗國中擔任要職，後來在伊朗亞塞拜然的領土上建立了自己的國家。哈扎拉人內的楚班人後裔被稱為大楚班人。鎖兒罕失剌的女兒合答安是成吉思汗的妾室之一。
目前，蒙古民族中的速勒都思部後裔分佈在內蒙古境內（蘇爾圖氏族），以及甘肅省（裕固族中的索爾圖氏族），在中亞和東歐的突厥民族中也有速勒都思部。

## 速勒都思氏出身重要人物

### 鎖儿罕失剌家
- 千户鎖儿罕失剌（Sorqan Šira，سورغان شيره/Sūrghān Shīra）
  - 赤老温（Čila'un ba'atur，چيلاوغان بهادر/Chīlāūghān bahādur）
    - 宿敦（Sudon noyan，سدون نویان/Sudūn Nūyān）
      - 合术（Qajudar，قاجودر/Qājūdar）
      - 撒儿塔黑那颜（Sartaq noyan，سرتاق نویان/Sartāq Nūyān）
      - 万户长布尔贾（Burja，بورجه/Būrja）
      - 孙札黑那颜（Sunjaq noyan，سونجاق نویان/Sūnjāq Nūyān）
      - 秃丹（Tudan，تودان/Tūdān）
        - 马里黑（Malik，ملك）
          - 万户出班（Čuban，جوبان/Jūbān）
            - （Amīr Ḥasan，أمير حسن）
            - （Temür taš，أمير تیمور تاش/Amīr tīmūr Tāsh）
              - 谢赫·小哈散·楚邦王公（Shaykh ḥasan ＞شیخ حسن）
              - 馬立克·阿希拉夫（Malek Ashraf ＞ملک اشرف）

            - （Damshaq noyan，خواجه نویان）
            - （Shaikh Maḥmūd，شيخ محمود）

    - 阿剌罕（Alaqan）
      - 鎖兀都（Soγudu）
        - 唐古䚟（Tangγutai）
          - 健都班（Gaindu-dpal）

    - 纳图儿（Nadr）
      - 察剌（Čalan）
        - 忽訥（Uquna）
          - 脱帖穆耳（Toq temür）
            - 月魯不花（Örüg buqa）

  - 沉白（Čimbai）

### 塔孩家
- 塔孩（تقاى/taqāī）
  - 卜花（Buqa）
    - 阿塔海（Ataqai）
      - 阿里麻（Aliman）

### 脱斡里勒家
- 脱斡里勒
  - 察兰

### 赤勒古台家
- 赤勒古台